# Ptychopteridae
Famille
Les Ptychopteridae sont une famille d'insectes diptères nématocères.

## Liste des sous-familles
Selon Catalogue of Life (25 décembre 2021) :
- sous-famille Bittacomorphinae
- sous-famille Eoptychopterinae
- sous-famille Ptychopterinae

Selon ITIS (25 décembre 2021) :
- sous-famille Bittacomorphinae
- sous-famille Ptychopterinae

## Genre
Selon Fauna Europaea (25 décembre 2021), seul genre européen :
- genre Ptychoptera